# Finale della UEFA Europa League 2022-2023
La finale della 14ª edizione dell'Europa League si è disputata il 31 maggio 2023 alla Puskás Aréna di Budapest, in Ungheria, tra gli spagnoli del Siviglia e gli italiani della Roma. 
Lo stadio avrebbe dovuto ospitare la finale del 2022 ma, a causa dello spostamento della finale del 2020 per via della pandemia di COVID-19, le sedi già selezionate sono slittate all'anno successivo, comportando l'assegnazione a Budapest della finale del 2023.
La finale è stata vinta dal Siviglia per 4-1 ai tiri di rigore dopo l'1-1 dei tempi supplementari. Gli spagnoli, giunti al settimo successo nella competizione, rafforzando così il record del maggior numero di successi nella manifestazione, hanno ottenuto il diritto di giocare contro i vincitori della UEFA Champions League 2022-2023, gli inglesi del Manchester City, nella Supercoppa UEFA 2023. Inoltre con questa vittoria hanno ottenuto l'accesso all'edizione successiva della UEFA Champions League, avendo mancato la qualificazione in campionato, chiuso al dodicesimo posto finale. 

## Le squadre
| Squadre  | Partecipazioni precedenti (il grassetto indica la vittoria) |
| -------- | ----------------------------------------------------------- |
| Siviglia | 6 (2006, 2007, 2014, 2015, 2016, 2020)                      |
| Roma     | 1 (1991)                                                    |

## Antefatti
La finale del 2023 è il secondo incontro in competizioni UEFA tra Siviglia e Roma, dopo il precedente negli ottavi di finale dell'Europa League 2019-2020 (giocato in gara unica a causa della pandemia di COVID-19). Per gli spagnoli si tratta della settima presenza complessiva nell'atto conclusivo del torneo, dopo aver vinto tutte le sei finali disputate rispettivamente nel 2006, 2007, 2014, 2015, 2016 e 2020, mentre per l'allenatore José Luis Mendilibar è la prima apparizione in assoluto. Per gli italiani si tratta invece della seconda finale nella manifestazione, dopo quella persa nel 1991, mentre per il tecnico José Mourinho è la terza apparizione in totale, dopo i precedenti trionfi alla guida di Porto (2003) e Manchester Utd (2017).

## Sede
La partita si è svolta alla Puskás Aréna di Budapest, in Ungheria, per la prima volta nella storia della UEFA Europa League.

## Il cammino verso la finale

### Siviglia
Il Siviglia di José Luis Mendilibar (subentrato a stagione in corso al posto dell'esonerato Jorge Sampaoli), viene inserito nel gruppo G di Champions League insieme agli inglesi del Manchester City, ai tedeschi del Borussia Dortmund e ai danesi del Copenaghen. Nell'incontro d'esordio, gli spagnoli perdono per 4-0 in casa contro il Manchester City, prima di pareggiare per 0-0 in trasferta contro il Copenaghen; nella doppia sfida contro il Borussia Dortmund arrivano una sconfitta interna per 4-1 e un pari esterno per 1-1. Il girone si chiude con una vittoria casalinga per 3-0 ai danni dei danesi ed una sconfitta in trasferta per 3-1 ad opera degli inglesi, che determinano dunque il terzo posto in classifica con 5 punti conquistati ed il conseguente ripescaggio in Europa League, frutto di un successo, due pareggi e tre sconfitte.
Nel turno di spareggio, il Siviglia è sorteggiato con gli olandesi del PSV, battuti con un risultato complessivo di 3-2 fra andata, vinta per 3-0 in casa, e ritorno, perso per 2-0 in trasferta. Agli ottavi di finale, gli spagnoli incontrano i turchi del Fenerbahçe, eliminandoli con un aggregato totale di 2-1 nella doppia sfida, determinato dal successo casalingo per 2-0 e dall'ininfluente sconfitta esterna per 1-0. Ai quarti di finale, gli andalusi incrociano gli inglesi del Manchester Utd, superandoli con un computo finale di 5-2 nel doppio confronto in virtù del pareggio per 2-2 all'Old Trafford e della vittoria per 3-0 allo stadio Ramón Sánchez-Pizjuán. Nelle semifinali, i Rojiblancos affrontano gli italiani della Juventus, eliminandoli con un risultato complessivo di 3-2 nel doppio incrocio, pareggiando per 1-1 a Torino nella gara d'andata e vincendo per 2-1 dopo i tempi supplementari in quella di ritorno a Siviglia. Per gli iberici si tratta della settima finale nella manifestazione (record), a distanza di tre anni dall'ultima disputata.

### Roma
La Roma di José Mourinho, detentrice dell'Europa Conference League, viene inserita del gruppo C insieme agli spagnoli del Betis, ai bulgari del Ludogorec e ai finlandesi dell'HJK. Nella partita di debutto, gli italiani perdono per 2-1 in trasferta contro il Ludogorec, prima di battere per 3-0 in casa l'HJK; nella doppia sfida contro il Betis arrivano una sconfitta interna per 2-1 e un pareggio esterno per 1-1. Il girone si completa con due vittorie: una in trasferta per 2-1 ai danni dei finlandesi ed una casalinga per 3-1 contro i bulgari, che sanciscono dunque il secondo posto in classifica con 10 punti conquistati, derivanti appunto da tre successi, un pari e due sconfitte.
Nel turno di spareggio, la Roma viene sorteggiata con gli austriaci del Salisburgo, eliminati con un risultato complessivo di 2-1 fra andata, persa per 1-0 in trasferta, e ritorno, vinto per 2-0 in casa. Agli ottavi di finale, gli italiani incontrano gli spagnoli della Real Sociedad, superandoli con un aggregato totale di 2-0 nel doppio confronto, determinato dal successo interno per 2-0 e dal pareggio esterno per 0-0. Nei quarti di finale, i capitolini affrontano gli olandesi del Feyenoord, in una rievocazione della precedente finale di Europa Conference League, battendoli con un computo finale di 4-2 nella doppia sfida, ottenuto in virtù della sconfitta per 1-0 allo stadio De Kuip e della vittoria per 4-1 dopo i tempi supplementari allo stadio Olimpico. Nelle semifinali, i Giallorossi incrociano i tedeschi del Bayer Leverkusen, eliminandoli con un risultato complessivo di 1-0 nel doppio confronto, imponendosi per 1-0 a Roma nella gara d'andata (decide la rete di Edoardo Bove) e pareggiando per 0-0 in quella di ritorno a Leverkusen. Per i romani si tratta della seconda finale nella competizione, nonché della seconda consecutiva in ambito europeo, a trentadue anni di distanza dall'ultima disputata.

### Tabella riassuntiva del percorso
Note: In ogni risultato sottostante, il punteggio della finalista è menzionato per primo. (C: Casa; T: Trasferta)
| Squadra           | Pt | G |
| ----------------- | -- | - |
| Manchester City   | 14 | 6 |
| Borussia Dortmund | 9  | 6 |
| Siviglia          | 5  | 6 |
| Copenaghen        | 3  | 6 |

| Squadra   | Pt | G |
| --------- | -- | - |
| Betis     | 16 | 6 |
| Roma      | 10 | 6 |
| Ludogorec | 7  | 6 |
| HJK       | 1  | 6 |

## Contesto
Alla Puskás Aréna di Budapest va in scena la finale tra Siviglia, alla ricerca del settimo successo nella competizione dopo l'ultimo del 2020, e Roma, alla seconda finale dopo quella persa nel 1991. L'allenatore degli spagnoli Mendilibar schiera la squadra col 4-2-3-1: davanti a Bounou, la linea difensiva a quattro è composta dal capitano Navas e Telles come terzini e da Gudelj e Badé come difensori centrali. I due mediani sono Rakitić e Fernando, mentre il trio di trequartisti è formato da Gil, Torres e Ocampos a supporto dell'unica punta En-Nesyri. Il tecnico degli italiani Mourinho dispone invece la squadra col 3-4-1-2: davanti a Patrício, il terzetto dei difensori centrali è composto da Mancini, Smalling e Ibañez. In mediana Cristante è affiancato da Matić, mentre sulle fasce vengono scelti Çelik e Spinazzola. Sulla trequarti è disposto il capitano Pellegrini alle spalle delle due punte Dybala e Abraham.

## La partita

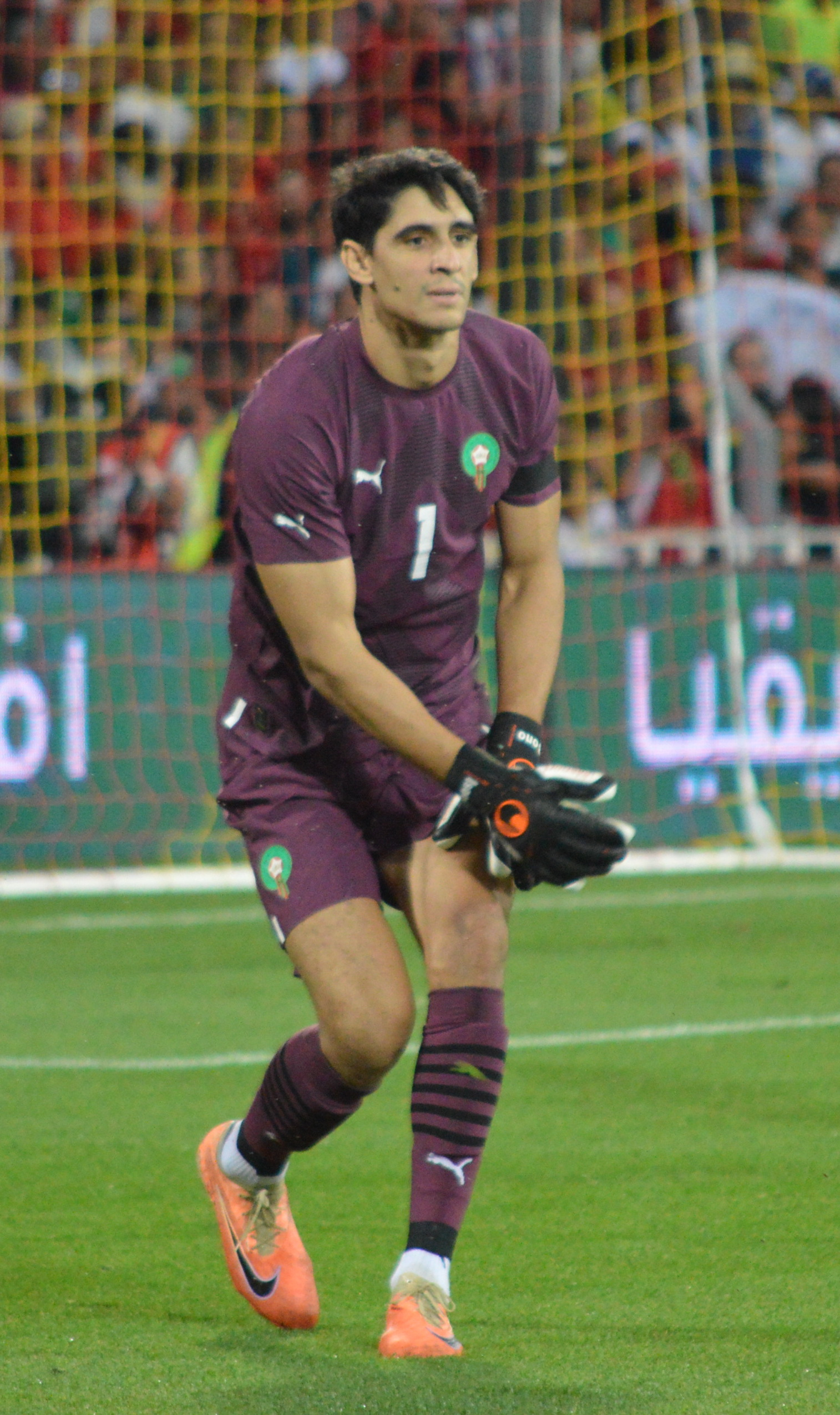
Yassine Bounou, autore di parate cruciali nella lotteria dei tiri di rigore e premiato come MVP della finale.

Dopo dieci minuti di gioco è la Roma a sfiorare il vantaggio: Dybala s'invola sulla fascia e premia la sovrapposizione di Çelik, che appoggia a sua volta in mezzo all'area per l'accorrente Spinazzola, la cui potente conclusione viene tuttavia respinta da un attento Bounou. Dopo una mezz'ora a ritmi elevati, i Giallorossi trovano il gol del vantaggio al 35': Mancini ferma un possibile contropiede degli spagnoli, verticalizzando perfettamente per Dybala, che, prendendo in anticipo Badé sulla corsa, insacca in rete alle spalle di Bounou con un preciso diagonale sinistro. Il gol scuote però gli andalusi, che vanno vicini al pareggio nel recupero del primo tempo con Rakitić, ma il suo tiro da fuori area si stampa sul palo della porta difesa da Patrício, chiudendo così i primi quarantacinque minuti sul punteggio di 1-0 per gli italiani.
Nella seconda frazione di gioco è il Siviglia a spingere sempre di più, pervenendo al pari al 55': un cross rasoterra di Navas viene sfortunatamente ribadito in rete da Mancini, che, nel tentativo di anticipare En-Nesyri, devia il pallone nella propria porta, ristabilendo così la parità. Dopo l'autorete subìta, la Roma accusa il colpo, ma ha comunque due grandi occasioni su palla inattiva per passare nuovamente in vantaggio: la prima al 66' con Abraham, che, complice un rimpallo dopo una punizione battuta da Pellegrini, non riesce a trovare il tap-in vincente davanti a Bounou, e la seconda all'83' col subentrato Belotti, che, dopo aver agganciato un cross su punizione dello stesso Pellegrini, manda di poco a lato con una girata al volo. Nell'ultimo minuto di recupero, i Rojiblancos tentano il sorpasso, ma il tiro a giro del subentrato Suso viene neutralizzato da Patrício, con Fernando che non riesce ad inquadrare lo specchio della porta sulla successiva ribattuta, dilungando dunque il confronto ai tempi supplementari sull'1-1.
I due tempi addizionali si rivelano avari di emozioni, complice il nervosismo e la stanchezza, con l'unica azione pericolosa appannaggio della Roma, che al decimo minuto di recupero del secondo tempo supplementare per poco non sfiora il vantaggio: sugli sviluppi di un calcio d'angolo battuto dal subentrante Zalewski, Smalling colpisce la traversa con un colpo di testa, con Cristante che non riesce poi a coordinarsi sulla successiva ribattuta, rendendo quindi necessari i tiri di rigore per decretare il vincitore.
Dopo aver segnato i primi due rigori per parte, rispettivamente con Ocampos e Cristante, il Siviglia si porta in vantaggio grazie alle realizzazioni dal dischetto di Lamela e Rakitić, intervallate dall'errore di Mancini, che si fa parare il proprio rigore da Bounou. È tuttavia il successivo penalty di Ibañez, finito sul palo in seguito alla cruciale deviazione di Bounou, a condannare la Roma, permettendo a Montiel di spiazzare Patrício per consegnare agli spagnoli la settima Europa League della loro storia.

## Tabellino

### Dettagli
La squadra "di casa" (ai fini amministrativi) è stata determinata da un sorteggio aggiuntivo effettuato dopo il sorteggio dei quarti di finale.
| Arbitro: | Anthony Taylor |

|                                |                      |                          |
| Mancini 55’ (aut.)             | Marcatori            | 35’ Dybala               |
| Ocampos Lamela Rakitić Montiel | Tiri di rigore 4 – 1 | Cristante Mancini Ibañez |

| Siviglia | Roma |

| P                    | 13 | Yassine Bounou    |         |        |
| D                    | 16 | Jesús Navas       |         | 94’    |
| D                    | 44 | Loïc Badé         |         |        |
| D                    | 6  | Nemanja Gudelj    |         | 120+8’ |
| D                    | 3  | Alex Telles       |         | 94’    |
| C                    | 20 | Fernando          |         | 120+8’ |
| C                    | 10 | Ivan Rakitić      | 65’     |        |
| C                    | 55 | Lucas Ocampos     | 120+10’ |        |
| C                    | 21 | Óliver Torres     |         | 46’    |
| C                    | 25 | Bryan Gil         |         | 46’    |
| A                    | 15 | Youssef En-Nesyri |         |        |
| A disposizione:      |    |                   |         |        |
| P                    | 1  | Marko Dmitrović   |         |        |
| P                    | 31 | Alberto Flores    |         |        |
| D                    | 2  | Gonzalo Montiel   | 120+4’  | 94’    |
| D                    | 4  | Karim Rekik       |         | 94’    |
| D                    | 14 | Tanguy Nianzou    |         |        |
| D                    | 23 | Marcão            |         | 120+8’ |
| C                    | 8  | Joan Jordán       | 120’    | 120+8’ |
| C                    | 24 | Alejandro Gómez   |         |        |
| C                    | 43 | Manu Bueno        |         |        |
| A                    | 7  | Suso              |         | 46’    |
| A                    | 12 | Rafa Mir          | 36’     |        |
| A                    | 17 | Erik Lamela       | 109’    | 46’    |
| Allenatore:          |    |                   |         |        |
| José Luis Mendilibar |    |                   |         |        |

| P               | 1             | Rui Patrício        |         |      |
| D               | 23            | Gianluca Mancini    | 48’     |      |
| D               | 6             | Chris Smalling      |         |      |
| D               | 3             | Roger Ibañez        |         |      |
| C               | 19            | Zeki Çelik          | 74’     | 91’  |
| C               | 4             | Bryan Cristante     | 65’     |      |
| C               | 8             | Nemanja Matić       | 21’     | 120’ |
| C               | 37            | Leonardo Spinazzola |         | 106’ |
| C               | 7             | Lorenzo Pellegrini  | 45’     | 106’ |
| A               | 21            | Paulo Dybala        |         | 68’  |
| A               | 9             | Tammy Abraham       |         | 74’  |
| A disposizione: |               |                     |         |      |
| P               | 63            | Pietro Boer         |         |      |
| P               | 99            | Mile Svilar         |         |      |
| D               | 2             | Rick Karsdorp       | 120+10’ |      |
| D               | 14            | Diego Llorente      |         | 106’ |
| C               | 20            | Mady Camara         |         |      |
| C               | 25            | Georginio Wijnaldum |         | 68’  |
| C               | 52            | Edoardo Bove        |         | 120’ |
| C               | 59            | Nicola Zalewski     | 105’    | 91’  |
| C               | 62            | Cristian Volpato    |         |      |
| C               | 68            | Benjamin Tahirović  |         |      |
| A               | 11            | Andrea Belotti      |         | 74’  |
| A               | 92            | Stephan El Shaarawy |         | 106’ |
| Allenatore:     |               |                     |         |      |
| José Mourinho   | José Mourinho | José Mourinho       | 120’    |      |

| Assistenti arbitrali: Gary Beswick (Inghilterra) Adam Nunn (Inghilterra) Quarto ufficiale: Michael Oliver (Inghilterra) Assistente di riserva: Stuart Burt (Inghilterra) VAR: Stuart Attwell (Inghilterra) Assistente al VAR: Christopher Kavanagh (Inghilterra) Supporto al VAR: Bastian Dankert (Germania) | Regole dell'incontro - due tempi regolamentari da 45 minuti ciascuno; - due tempi supplementari da 15 minuti ciascuno in caso di parità; - tiri di rigore in caso di ulteriore parità; inizialmente cinque per squadra, e a oltranza fino a spareggio in caso di ulteriore parità; - numero massimo di 23 giocatori per squadra a referto (11 in campo e 12 come potenziali sostituti); - cinque sostituzioni permesse nei tempi regolamentari; una sesta permessa nei tempi supplementari. |

## Statistiche
| Statistiche       | Siviglia | Roma |
| ----------------- | -------- | ---- |
| Reti segnate      | 0        | 1    |
| Tiri totali       | 4        | 2    |
| Tiri in porta     | 1        | 2    |
| Parate            | 1        | 1    |
| Possesso palla    | 58%      | 42%  |
| Calci d'angolo    | 2        | 1    |
| Falli commessi    | 7        | 8    |
| Fuorigioco        | 0        | 0    |
| Cartellini gialli | 1        | 2    |
| Cartellini rossi  | 0        | 0    |

| Statistiche       | Siviglia | Roma |
| ----------------- | -------- | ---- |
| Reti segnate      | 1        | 0    |
| Tiri totali       | 11       | 6    |
| Tiri in porta     | 1        | 1    |
| Parate            | 1        | 1    |
| Possesso palla    | 65%      | 35%  |
| Calci d'angolo    | 2        | 0    |
| Falli commessi    | 8        | 8    |
| Fuorigioco        | 1        | 0    |
| Cartellini gialli | 1        | 3    |
| Cartellini rossi  | 0        | 0    |

| Statistiche       | Siviglia | Roma |
| ----------------- | -------- | ---- |
| Reti segnate      | 0        | 0    |
| Tiri totali       | 3        | 3    |
| Tiri in porta     | 1        | 0    |
| Parate            | 0        | 1    |
| Possesso palla    | 65%      | 35%  |
| Calci d'angolo    | 2        | 3    |
| Falli commessi    | 6        | 3    |
| Fuorigioco        | 0        | 1    |
| Cartellini gialli | 4        | 3    |
| Cartellini rossi  | 0        | 0    |

| Statistiche       | Siviglia | Roma |
| ----------------- | -------- | ---- |
| Reti segnate      | 1        | 1    |
| Tiri totali       | 18       | 11   |
| Tiri in porta     | 3        | 3    |
| Parate            | 2        | 3    |
| Possesso palla    | 62%      | 38%  |
| Calci d'angolo    | 6        | 4    |
| Falli commessi    | 21       | 19   |
| Fuorigioco        | 1        | 1    |
| Cartellini gialli | 6        | 8    |
| Cartellini rossi  | 0        | 0    |